# ترانه‌شناسی شکیلا
شکیلا محسنی صداقت (زاده ۱۳ اردیبهشت ۱۳۴۱) خواننده و ترانه سُرای ایرانی است. عمدتا متن ترانه های او از شاعرانی همچون مولانا و دیگر شاعران پارسی گوی الهام می‌گیرد. 

## کمی با من مدارا کن (۱۳۶۹)
| نام ترانه          | ترانه‌سرا     | آهنگساز    | تنظیم        |
| ------------------ | ------------ | ---------- | ------------ |
| صدای عشق           | هما میرافشار | بابک افشار | بابک افشار   |
| یگانه              | شیخ بهایی    | بابک افشار | بابک افشار   |
| می‌نویسم از تو      | شهیار قنبری  | بابک افشار | بابک افشار   |
| کمی با من مدارا کن | شهیار قنبری  | بابک افشار | زاره کشیشیان |
| انتظار             | هما میرافشار | بابک افشار | زاره کشیشیان |
| نفرین              | هما میرافشار | بابک افشار | بابک افشار   |

## گریه در رگبار (۱۳۷۱)
| نام ترانه     | ترانه‌سرا    | آهنگساز    | تنظیم      |
| ------------- | ----------- | ---------- | ---------- |
| گریه در رگبار | شهیار قنبری | بابک افشار | بابک افشار |
| جان و جهان    | مولانا      | بابک افشار | بابک افشار |
| پر سوختگان    | مولانا      | بابک افشار | بابک افشار |
| قفس تنگ       | شهیار قنبری | بابک افشار | بابک افشار |
| باز آمدم      | مولانا      | قدیمی      | بابک افشار |
| سبز سبز       | شهیار قنبری | بابک افشار | بابک افشار |

## غیبت نور (۱۳۷۲)
| نام ترانه   | ترانه‌سرا     | آهنگساز    | تنظیم      |
| ----------- | ------------ | ---------- | ---------- |
| شب          | شهیار قنبری  | بابک افشار | بابک افشار |
| نوایی       | طبیب اصفهانی | محلی       | بابک افشار |
| گوهر نه صدف | هما میرافشار | بابک افشار | بابک افشار |
| غیبت نور    | شهیار قنبری  | بابک افشار | بابک افشار |
| آواز عشق    | شهیار قنبری  | بابک افشار | بابک افشار |
| قلندر       |              | بابک افشار | بابک افشار |

## آخرین کوکب (۱۳۷۴)
| نام ترانه       | ترانه‌سرا                               | آهنگساز    | تنظیم              |
| --------------- | -------------------------------------- | ---------- | ------------------ |
| آخرین کوکب      | ایرج جنتی عطایی                        | محلی       | بابک افشار         |
| دل من           | مولانا                                 | بیژن مفید  | بابک افشار         |
| مناجات          | هما میرافشار                           | محمد حیدری | محمد حیدری         |
| خط سوم          | دکلمه شمس تبریزی / ترانه اردلان سرفراز | محمد حیدری | محمد حیدری         |
| رویا            | شهیار قنبری                            | بابک افشار | آندرانیک آساطوریان |
| طواف            | فخرالدین عراقی                         | بابک افشار | آرمن آهارونیان     |
| خداحافظ         | ایرج جنتی عطایی                        | بابک افشار | بابک افشار         |
| خط سوم (بی‌کلام) |                                        | محمد حیدری | محمد حیدری         |
| مناجات (بی‌کلام) |                                        | محمد حیدری | محمد حیدری         |

## ارثیه‌های عاطفی (۱۳۷۶)
| نام ترانه      | ترانه‌سرا       | آهنگساز        | تنظیم         |
| -------------- | -------------- | -------------- | ------------- |
| ارثیه‌های عاطفی | جهانبخش پازوکی | جهانبخش پازوکی | کاظم عالمی    |
| بی یار ماییم   | جهانبخش پازوکی | جهانبخش پازوکی | منوچهر چشم‌آذر |
| ردای عاشقی     | جهانبخش پازوکی | جهانبخش پازوکی | کاظم عالمی    |
| قناری          | جهانبخش پازوکی | جهانبخش پازوکی | منوچهر چشم‌آذر |
| بازآ           | مولانا         | محمد حیدری     | منوچهر چشم‌آذر |
| صنما           | تورج نگهبان    | محمد حیدری     | محمد حیدری    |
| زندگی          | جهانبخش پازوکی | جهانبخش پازوکی | کاظم عالمی    |
| قناری (بی‌کلام) |                | جهانبخش پازوکی | منوچهر چشم‌آذر |

## زبان نگاه (۱۳۷۸)
| نام ترانه      | ترانه‌سرا       | آهنگساز        | تنظیم       |
| -------------- | -------------- | -------------- | ----------- |
| زبان نگاه      | هوشنگ ابتهاج   | صادق نوجوکی    | صادق نوجوکی |
| پیر فرزانه     | حافظ           | حسین علیزاده   | کاظم عالمی  |
| درویش          | مینا جلالی     | صادق نوجوکی    | صادق نوجوکی |
| دلیجان عشق     | ژاکلین         | ژاکلین         | کاظم عالمی  |
| مرغک خیال      | جهانبخش پازوکی | جهانبخش پازوکی | کاظم عالمی  |
| ای زندگی       | بهمن محمدی     | بهمن محمدی     | کاظم عالمی  |
| قوم به حج رفته | مولانا         | صادق نوجوکی    | صادق نوجوکی |

## اشک مهتاب (۱۳۷۹)
| نام ترانه   | ترانه‌سرا      | آهنگساز        | تنظیم           |
| ----------- | ------------- | -------------- | --------------- |
| دل مجنون    | مولانا و حافظ | محمدرضا شجریان | کاظم عالمی      |
| معبود       | مولانا        | کاظم عالمی     | کاظم عالمی      |
| اشک مهتاب   | سیاوش کسرایی  | حسن یوسف‌زمانی  | پرویز رحمان‌پناه |
| نیمه هوشیار | حبیب خراسانی  | صادق نوجوکی    | صادق نوجوکی     |
| غم یار      | باباطاهر      | علیرضا توانگر  | کاظم عالمی      |
| وادی عشق    | مینا جلالی    | صادق نوجوکی    | صادق نوجوکی     |
| بانی عالم   | نیره فروتن    | جهانبخش پازوکی | کاظم عالمی      |

## آوا (۱۳۸۰)
| نام ترانه     | ترانه‌سرا        | آهنگساز       | تنظیم      |
| ------------- | --------------- | ------------- | ---------- |
| مرغ سحر       | ملک شعرای بهار  | مرتضی نی‌داوود | کاظم عالمی |
| تک درخت       | نواب صفا        | عباس شاپوری   | کاظم عالمی |
| غوغای ستارگان | کریم فکور       | همایون خرم    | کاظم عالمی |
| بیداد زمان    | بیژن ترقی       | پرویز یاحقی   | کاظم عالمی |
| رسوای زمانه   | بهادر یگانه     | همایون خرم    | کاظم عالمی |
| آشفته حالی    | معینی کرمانشاهی | علی تجویدی    | کاظم عالمی |
| سوغاتی        | اردلان سرفراز   | محمد حیدری    | کاظم عالمی |

## آن سوی بی سو (۱۳۸۱)
| نام ترانه    | ترانه‌سرا       | آهنگساز        | تنظیم          |
| ------------ | -------------- | -------------- | -------------- |
| از تو        | شهیار قنبری    | محلی           | بابک افشار     |
| رسم زمونه    | رسول نجفیان    | رسول نجفیان    | علیرضا توانگر  |
| آن سوی بی سو | مولانا         | بابک افشار     | آرمن آساطوریان |
| خشم مکن      | مولانا         | بابک افشار     | بابک افشار     |
| نور خدا      | حافظ           | علیرضا توانگر  | علیرضا توانگر  |
| بهار دلکش    | ملک‌الشعرا بهار | غلامحسین درویش | علیرضا توانگر  |
| چرخ گردون    | باباطاهر       | بابک رادمنش    | بابک رادمنش    |

## جادوی سکوت (۱۳۸۳)
| نام ترانه      | ترانه‌سرا     | آهنگساز                 | تنظیم                            |
| -------------- | ------------ | ----------------------- | -------------------------------- |
| شاه منی        | مولانا       | سعید مغربی              | علیرضا توانگر                    |
| نمی‌دانم        | مولانا       | اسفندیار منفردزاده      | اسفندیار منفردزاده/علیرضا توانگر |
| کراس کردی      | محلی کردی    | علی مردان               | علیرضا توانگر                    |
| جادوی سکوت     | فریدون مشیری | علیرضا توانگر/رضا ثروتی | علیرضا توانگر                    |
| یا محمد یا علی | مهمت اصلان   | Mehmet Aslan            | علیرضا توانگر                    |
| ای عاشقان      | مولانا       | علیرضا توانگر           | امیر بدخش                        |

## لب خاموش (۱۳۸۴)
| نام ترانه            | ترانه‌سرا             | آهنگساز        | تنظیم         |
| -------------------- | -------------------- | -------------- | ------------- |
| لب خاموش             | هوشنگ ابتهاج         | شکیلا          | علیرضا توانگر |
| صبوری                | جهانبخش پازوکی       | جهانبخش پازوکی | علیرضا توانگر |
| در این دنیا          | رحیم معینی کرمانشاهی | عماد رام       | علیرضا توانگر |
| سفر                  | هدی                  | علیرضا توانگر  | علیرضا توانگر |
| صورتگر نقاش          | مولانا               | علیرضا توانگر  | علیرضا توانگر |
| آهوی وحشی            | حافظ                 | فریدون پویان   | کاظم عالمی    |
| ای عشق               | پروین باوفا          | پروین باوفا    | علیرضا توانگر |
| صورتگر نقاش (بی‌کلام) |                      | علیرضا توانگر  | علیرضا توانگر |

## کنسرت (۱۳۸۲)
| نام ترانه           | ترانه‌سرا         | آهنگساز    | تنظیم      |
| ------------------- | ---------------- | ---------- | ---------- |
| ارثیه‌های عاطفی      |                  |            |            |
| بی یار ماییم        |                  |            |            |
| کمی با من مدارا کن  | شهیار قنبری      | بابک افشار | بابک افشار |
| بازآ                |                  |            |            |
| زندگی               |                  |            |            |
| غوغای ستارگان       | کریم فکور        | همایون خرم |            |
| مرغک خیال           |                  |            |            |
| مرغ سحر             | ملک الشعرای بهار |            |            |
| غم یار              | باباطاهر         |            |            |
| قوم به حج رفته      | مولانا           |            |            |
| تک درخت، بیداد زمان |                  |            |            |
| نوایی               | طبیب اصفهانی     |            |            |

## شعله بیدار (۱۳۸۷)
| نام ترانه   | ترانه‌سرا     | آهنگساز       | تنظیم         |
| ----------- | ------------ | ------------- | ------------- |
| جهان عاشقان | مولانا       | شکیلا         | علیرضا توانگر |
| شب انتظار   | هدی          |               | علیرضا توانگر |
| کوچه‌ها      | هدی          | علیرضا توانگر | علیرضا توانگر |
| شعله بیدار  | فریدون مشیری | علیرضا توانگر | علیرضا توانگر |
| گل بی بهار  | هدی          | علیرضا توانگر | علیرضا توانگر |
| فریاد       | هوشنگ ابتهاج | شکیلا         | علیرضا توانگر |
| رمیده       | فروغ فرخزاد  | شکیلا         | علیرضا توانگر |

## مژده آزادی (۱۳۸۸)
| نام ترانه            | ترانه‌سرا     | آهنگساز           | تنظیم         |
| -------------------- | ------------ | ----------------- | ------------- |
| مژده آزادی           | هوشنگ ابتهاج | علیرضا توانگر     | علیرضا توانگر |
| ندای مردم ایران      | همای         | همای و گروه مستان |               |
| آریایی نژاد          | مصطفی سرخوش  | شهریار جمشیدی     | علیرضا توانگر |
| یکی شدن              | علیرضا حسینی | علیرضا توانگر     | علیرضا توانگر |
| Armeniyen Folk Medly |              |                   | علیرضا توانگر |
| Medly of Old Songs   |              |                   | علیرضا توانگر |
| وقت پریدن            |              | شکیلا             | علیرضا توانگر |
| نوروز                | هدی          | علیرضا توانگر     | علیرضا توانگر |

## فرشته بانو (۱۳۹۱)
| نام ترانه   | ترانه‌سرا        | آهنگساز         | تنظیم         |
| ----------- | --------------- | --------------- | ------------- |
| معشوق       | حافظ            | افشین خواجه‌نژاد | علیرضا توانگر |
| فرشته بانو  | افشین خواجه‌نژاد | افشین خواجه‌نژاد | علیرضا توانگر |
| شکنجه گر    | علیرضا حسینی    | امید تاجیک      | علیرضا توانگر |
| رها کن ناز  | مولانا          | شکیلا           | علیرضا توانگر |
| له یاره     |                 | محلی (کرمانجی)  | علیرضا توانگر |
| جان جهان    | مولانا          | پرویز مشکاتیان  |               |
| گریه نکن    | علیرضا حسینی    | حسین فاضل       | علیرضا توانگر |
| چه خواهد شد | بابک رادمنش     | بابک رادمنش     | علیرضا توانگر |

## گنج نهان (۱۳۹۴)
| نام ترانه       | ترانه‌سرا      | آهنگساز       | تنظیم         |
| --------------- | ------------- | ------------- | ------------- |
| گنج نهان        | مولانا        | علیرضا توانگر | علیرضا توانگر |
| حسرت            | هدی           | شکیلا         | علیرضا توانگر |
| سقف شکسته       | فریبا خرم‌منش  | علی اسلامی    | علیرضا توانگر |
| شهزاده رؤیای من | بیژن ترقی     | همایون خرم    | علیرضا توانگر |
| برافتو          | مسعود بختیاری | مسعود بختیاری | علیرضا توانگر |
| بی سرزمین       | علیرضا حسینی  | علیرضا توانگر | علیرضا توانگر |
| دلهره           | میلاد اتنا    | حمید امینی    | علیرضا توانگر |

## 11:11 City of love سال (۱۳۹۴)
| نام ترانه                    |
| ---------------------------- |
| If You Distance Your Self    |
| City of Love                 |
| When I Close My Eyes         |
| Pledge For Peace             |
| My Heart                     |
| Teach Hate How To Love Again |
| Pledge for peace (Piano Mix) |
| The Secret                   |
| Power of NOW!                |
| Na Tum Hamein Jaano          |

## لطف ازل (۱۴۰۰)
| نام ترانه                                   | ترانه سرا    | آهنگ ساز        | تنظیم         |
| ------------------------------------------- | ------------ | --------------- | ------------- |
| عشق                                         | فریدون مشیری | علیرضا توانگر   | علیرضا توانگر |
| لطف ازل                                     | حافظ         |                 |               |
| گلابتون                                     | ناصر اجتهادی | رحیم فتحعلی‌زاده | علیرضا توانگر |
| ممنوع                                       | علیرضا حسینی | آهنگ ترکی       | علیرضا توانگر |
| آینه دنیا                                   | سهراب سپهری  | شاهین رشیدی     | علیرضا توانگر |
| گل پامچال                                   |              | محلی            | علیرضا توانگر |
| یادمان باشه مهربان باشیم                    | فریدون مشیری | شاهین رشیدی     | علیرضا توانگر |
| می‌نویسم از تو / کمی با من مدارا کن (ریمیکس) | شهیار قنبری  | بابک افشار      | علیرضا توانگر |

## تک‌آهنگ‌ها
| نام ترانه                            | ترانه‌سرا        | آهنگساز           | تنظیم           | سال انتشار |
| ------------------------------------ | --------------- | ----------------- | --------------- | ---------- |
| شنبه                                 |                 |                   |                 |            |
| Fall Away                            |                 |                   |                 | ۲۰۱۳       |
| El Corazon                           |                 |                   |                 | ۲۰۱۳       |
| Marry Christmas                      |                 |                   |                 | ۲۰۱۴       |
| Only You                             |                 |                   |                 | ۲۰۱۴       |
| Free Kobani                          |                 |                   |                 | ۲۰۱۵       |
| رفتم مرا ببخش                        | فروغ فرخزاد     | نیما نیک‌نژاد      | عباس سرافراز    | ۲۰۱۵       |
| حبس خانگی                            | افشین خواجه‌نژاد | افشین خواجه‌نژاد   | علیرضا توانگر   | ۲۰۱۶       |
| حدیث آشنایی                          |                 |                   |                 | ۲۰۱۶       |
| پیک سحری                             |                 |                   |                 | ۲۰۱۶       |
| Splashing Tears                      |                 |                   |                 | ۲۰۱۶       |
| مسافر                                | افشین خواجه‌نژاد | افشین خواجه‌نژاد   | افشین خواجه‌نژاد | ۲۰۱۷       |
| عزیز دیروز                           | سیاوش پارسامنش  | سیاوش پارسامنش    | علیرضا توانگر   | ۲۰۱۷       |
| John Lennon's Imagine (Reggae Remix) |                 |                   |                 | ۲۰۱۷       |
| In The Name Of Love                  |                 |                   |                 | ۲۰۱۸       |
| منم غلام قمرم                        | مولانا          |                   |                 | ۲۰۱۸       |
| چه خواهد شد (بازخونی)                | بابک رادمنش     | بابک رادمنش       | علیرضا توانگر   | ۲۰۱۹       |
| صورتگر چین                           | حافظ            | محمدعلی کیانی‌نژاد | علیرضا توانگر   | ۲۰۲۱       |
| آغوش امید                            | فریدون مشیری    | علیرضا مهدوی      | فرهاد فرهادی    | ۲۰۲۱       |
| دلا امشب سفر دارم                    | بابک رادمنش     | بابک رادمنش       |                 | ۲۰۲۲       |
| هیچ مگو                              | مولانا          | ملودی رومی        |                 | ۲۰۲۲       |
| مژده بده                             | سایه            | علیرضا توانگر     | علیرضا توانگر   | ۲۰۲۲       |
| بی یار ماییم (بازخونی)               | جهانبخش پازوکی  | جهانبخش پازوکی    | علیرضا توانگر   | ۲۰۲۳       |
| آزادی                                |                 |                   |                 | ۲۰۲۳       |
| غوغای ستارگان (بازخونی)              | کریم فکور       | همایون خرم        | علیرضا توانگر   | ۲۰۲۴       |